# هنري لين (عالم فلك)
هنري لين (بالإنجليزية: Henry Lin)‏ هو عالم فلك أمريكي، ولد في 1995 في شريفبورت في الولايات المتحدة.